# Иосиф Оптинский
Ио́сиф О́птинский (в миру Иван Евфимович Литовкин, 2 [14] ноября 1837, село Городище, Харьковская губерния — 9 [22] мая 1911, Оптина пустынь) — священник Русской православной церкви. Прославлен в лике преподобных в 2000 году, входит в Собор 14-ти преподобных старцев Оптиной пустыни.

## Биография
Родился 2 (14) ноября 1837 года в селе Городище Харьковской губернии. Отец, Ефим Емельянович, был в селе головой. Был вторым сыном в семье (в семье было шестеро детей: три сына и три дочери). Назван в честь любимого святого родителей — Иоанна Милостивого.
Когда ему было четыре года умер его отец, а в одиннадцать лет он лишился матери — Марьи Васильевны.
Грамоте научила его старшая сестра Александра, впоследствии принявшая постриг в Борисовском монастыре с именем Леонида. Лишившись наследства, был вынужден рано устроиться на работу — сначала в трактире, затем в бакалейной лавке.
В 1861 году собирался отправиться в паломничество в Киев, но сестра-монахиня посоветовала отправиться в Оптину пустынь. Здесь, после встречи и беседы со старцем Амвросием, он и решил остаться. В монастыре он стал духовным чадом и келейником старца Амвросия.
Вначале исполнял послушание помощника повара в скиту, а вскоре его назначили келейником к старцу Амвросию.
15 (27) апреля 1864 года был пострижен в рясофор с именем Иоанн.
16 (28) июня 1872 года пострижен в мантию с именем Иосиф (в честь преподобного Иосифа Песнописца).
В 1877 году посвящён в сан иеродиакона.
1 (13) октября 1884 года посвящён в сан иеромонаха.
В феврале 1888 года Иосиф тяжело заболел и, в ожидании смерти, 14 (26) февраля 1888 его постригли в схиму. После выздоровления назначен помощником старца Амвросия.
В 1891 году, после смерти преподобного Амвросия, стал, вместе со старцем Анатолием, духовником Шамординской обители.
В конце 1893 года, когда заболел скитоначальник и общебратский духовник преподобный Анатолий, духовничество было передано Иосифу. А в январе 1894 года, после смерти преподобного Анатолия, он был назначен скитоначальником.
На третий день Пасхи, 11 (24) апреля 1911 года, старец заболел.
9 (22) мая 1911 года в 10 часов 45 минут преподобный Иосиф скончался.
16 октября 1988 года произошло обретение мощей преподобного.
В 1996 году причислен к лику местночтимых святых Оптиной Пустыни, а в августе 2000 года — Юбилейным Архиерейским Собором Русской Православной Церкви прославлен для общецерковного почитания.
Мощи преподобного Иосифа находятся во Владимирском храме Оптиной пустыни.